# Elias TA-1
El Elias TA-1 fue un avión de entrenamiento biplano estadounidense de los años 20 del siglo XX, construido por Elias. Solo fueron construidos tres aviones, que fueron evaluados por el Servicio Aéreo del Ejército de los Estados Unidos.

## Diseño y desarrollo
El TA-1 (designación militar estadounidense Trainer, Aircooled No.1 (Entrenador refrigerado por Aire núm. 1)) fue diseñado para cubrir un requerimiento del Ejército de los Estados Unidos por un avión de entrenamiento para el Servicio Aéreo. 
El TA-1 era un biplano convencional de dos asientos. Las alas tenían la misma envergadura y eran de construcción en madera revestida de tela, de un solo vano con soportes rectos. El fuselaje tenía una característica sección con forma de caja.
Fueron construidos tres ejemplares, dos con motor Lawrance J-1 y el otro con un ABC Wasp, siendo como mínimo dos de ellos marcados con los números de proyecto P-178 y P-185 en McCook Field. Las prestaciones del avión eran inferiores a las de los otros aviones en evaluación (el Dayton-Wright TA-3 y el Huff-Daland TW-5), y no se emitió ninguna orden de producción ni se construyeron más aparatos. Los tres ejemplares construidos fueron desguazados en 1926.

## Operadores
Estados Unidos
- Servicio Aéreo del Ejército de los Estados Unidos

## Especificaciones
Referencia datos: The Illustrated Encyclopedia of Aircraft (Part Work 1982-1985), 1985, Orbis Publishing, Page 1599

### Características generales
- Tripulación: Dos
- Longitud: 7,5 m (24,7 ft)
- Envergadura: 9,9 m (32,6 ft)
- Peso cargado: 1013,78 kg[1]
- Planta motriz: 1× motor radial de 9 cilindros refrigerado por aire Lawrance J-1.
  - Potencia: 104 kW (143 HP; 141 CV)

### Rendimiento
- Velocidad máxima operativa (Vno): 144,84 km/h[1]

## Aeronaves relacionadas

### Secuencias de designación
- Secuencia TA-_ (Entrenador, refrigerado por Aire, del USAAS, 1919-24): TA-1 - TA-2 - TA-3 - TA-4 →